# Irena Klepfisz
Irena Klepfisz, née le 17 avril 1941 à Varsovie, est une auteure, chercheuse et militante américaine de culture yiddish. Elle est également connue en tant que militante lesbienne.

## Jeunesse
Irena Klepfisz est née dans le ghetto de Varsovie le 17 avril 1941. Elle avait 2 ans pendant le "Varshever geto oyfshtand", ("Soulèvement du ghetto de Varsovie" en yiddish). Son père, Michal Klepfisz (en), membre du Bund (l'Union générale des travailleurs juifs), est assassiné durant le deuxième jour du soulèvement,.
Irena Klepfisz et sa mère s'enfuient dans la campagne polonaise et survivent ainsi à la Deuxième Guerre Mondiale en cachant leur identité juive, aidées par des paysans polonais. Après la guerre, sa famille déménage à Lodz, au centre du pays, puis en Suède en 1946. Enfin, Irena et sa mère émigrent aux États-Unis en 1949.

## Formation
Irena Klepfisz fait ses études au City College de New York et suit les cours de célèbres linguistes spécialistes du yiddish, notamment Max Weinreich, l'un des fondateurs du YIVO, Institut scientifique juif. Elle obtient son diplôme du CCNY avec mention en anglais et en yiddish.
En 1963, elle poursuit ses études à l'université de Chicago pour préparer sa thèse en littérature anglaise. Elle obtient son doctorat en anglais en 1970.
Elle enseigne aujourd'hui au Barnard College de l'université Columbia et donne des cours sur le thème des femmes juives et de la littérature écrite par les femmes juives.

## Yiddishiste
Irena Klepfisz est connue en tant que yiddishiste bien que sa langue maternelle soit le polonais. Réfugiée en Suède, elle apprend le suédois dès son plus jeune âge, puis le yiddish à Lodz à l'école primaire, après la seconde guerre mondiale et enfin l'anglais après avoir émigré aux États-Unis. Dans l'ouvrage The Tribe of Dina: A Jewish Women's Anthology, qu'elle a coédité avec Melanie Kaye/Kantrowitz (en), Irena Klepfisz explique "ne pas avoir le sentiment d'avoir eu de langue maternelle a part entière" jusqu'à l'âge de 17 ans.
Irena a traduit du yiddish en anglais les poètes Kadya Molodowsky (en) et Fradl Shtok (en).

## Militantisme
Irena Klepfisz travailla en tant que militante dans le domaine du féminisme, du lesbianisme et du sécularisme juif. Elle est la cofondatrice de The Jewish Women's Committee to End the Occupation of the West Bank and Gaza (JWCEO). Aux côtés de Nancy Bereano, Evelyn T. Beck, Bernice Mennis, Adrienne Rich et  Melanie Kaye/Kantrowitz (en), Irena Klepfisz est membre de Di Vilde Chayes, un groupe féministe juif qui traite des problématiques politiques au Moyen-Orient,.

## Publications
Irena Klepfiz publie ses premiers poèmes en 1971. Éditrice et fondatrice de Conditions (magazine) (en), magazine féminin qui promeut l'œuvre de femmes lesbiennes, et coéditrice avec Melanie Kaye/Kantrowitz (en) de The Tribe of Dina : A Jewish Women's Anthology, elle collabore également au magazine féministe juif Bridges et rédige la préface de Found Treasures: Stories by Yiddish Women Writers.